# Tribonyx hodgenorum
Tribonyx hodgenorum — вимерлий вид журавлеподібних птахів родини пастушкових (Rallidae).

## Поширення
Вид був ендеміком Нової Зеландії, але вимер у 17 столітті. Відомий лише з субфосильних решток. Сотні кісток були знайдені у Долині Пірамід на Південному острові, в озері Поукава на Північному острові та в кількох інших місцях, що вказує на те, що колись він був широко поширений у Новій Зеландії, за винятком островів Чатем.

## Назва
Видова назва вшановує пам'ять про братів Годженів, які були власниками болота в Долині Пірамід, де було виявлено голотип.

## Опис
Птах досяг ваги 280 г, а його крила були настільки зменшені, що він не міг літати. Він займав широкий діапазон середовищ існування, включаючи відкриті ліси та луки вздовж берегів річок.